# 平滋子
平滋子（1142年—1176年8月14日），後白河天皇的女御，高倉天皇的生母。父親是平時信，她也是平時忠、平時子（平清盛的後妻）的異母妹。後來她被稱為建春門院。
因為她的關係，姊夫清盛的女兒平德子順利成為高倉天皇的中宮，而她也見證了平家最榮華的時候。